# 琼州碘泡虫
琼州碘泡虫（学名：[Myxobolus chiungchowensis] 错误：{{Lang}}：文本有斜体标记（帮助））为碘泡科碘泡虫属的动物。在中国，分布于海南等，营寄生生活，寄生在鲻的肠。